# Edward Vansittart Neale
Edward Vansittart Neale, född 2 april 1810, död 16 september 1892, var en brittisk kooperatör.
Neale var till yrket jurist, anslöt sig 1850 till de kristna socialisterna och blev snart en ivrig talesman för kooperationen. Han öppnade den första kooperativa affären i London, grundade 1869 Cooperative Union, vars sekreterare han blev, och var initiativtagare till kooperationens övriga centrala organ. Han sökte vidare skapa kooperativa fabriker med andel-i-vinst-system men hade här mindre praktisk framgång. Bland Neales skrifter märks Manual for cooperators (1881, ny upplaga 1916).